# Iwan Wassiljewitsch Panfilow

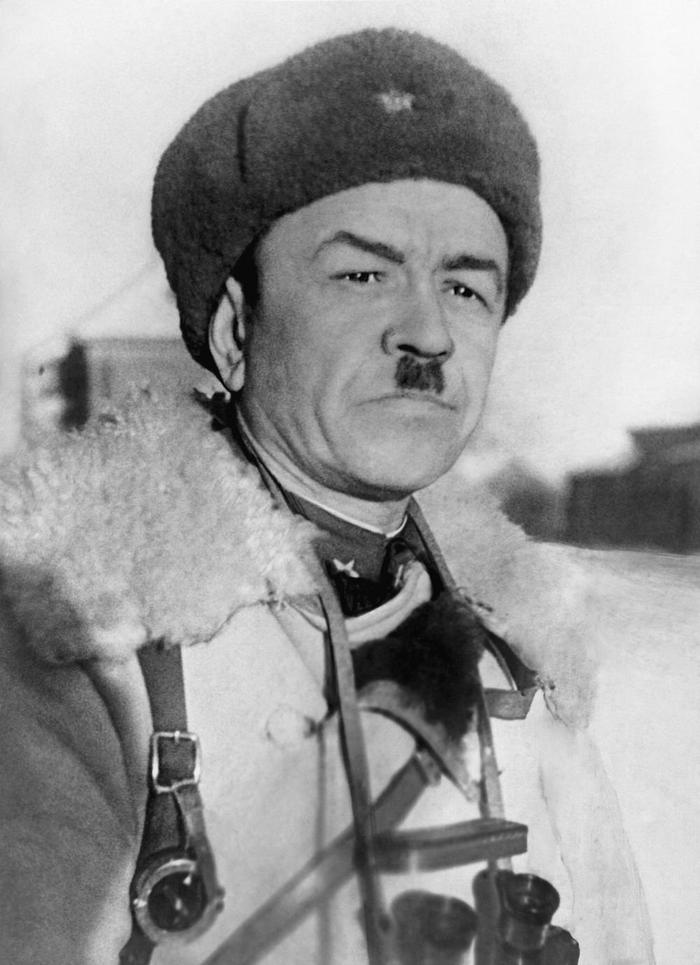
Iwan Panfilow (1941)

Iwan Wassiljewitsch Panfilow (russisch Иван Васильевич Панфилов; * 20. Dezember 1892jul. / 1. Januar 1893greg. in Petrowsk; † 19. November 1941 bei Wolokolamsk) war ein sowjetischer Offizier. Generalmajor Panfilow erhielt am 12. April 1942 posthum den Titel Held der Sowjetunion.

## Leben
Panfilow wurde 1915 von der zaristischen Armee zum Kriegsdienst an die deutsch-russische Front eingezogen. 1918 schloss er sich der Roten Armee an und nahm am Bürgerkrieg (1918–1920) als Angehöriger des 1. Saratower Infanterieregiments der 25. Tschapajew-Division teil. Er kämpfte gegen die Truppen Dutows, Koltschaks und Denikins sowie im Polnisch-Sowjetischen Krieg. 1920 wurde er Mitglied der KPR(B). 1923 schloss er die Kiewer Militärschule ab und war anschließend Kommandeur eines Bataillons, später eines Regimentes. 1937 wurde er Chef des Stabes des Mittelasiatischen Militärbezirks, 1938 dann Militärkommissar der Kirgisischen SSR. 1940 wurde er zum Generalmajor ernannt.
Während des Zweiten Weltkrieges befehligte er ab Juli 1941 die 316. Schützendivision (später 8. Rotbanner-Garde-Schützendivision), die an der Nordwestlichen und Westlichen Front kämpfte. Am 19. November fiel Panfilow im Kampf. Die Geschichte um Panfilow und seine 28 Helden ist nach Recherchen und Quellenlage als moderne Legende zu werten.
Panfilow wurde auf dem Nowodewitschi-Friedhof in Moskau neben Wiktor Talalichin und Lew Dowator beigesetzt.

## Auszeichnungen und Ehrungen
- Rotbannerorden (1921 und 1929)

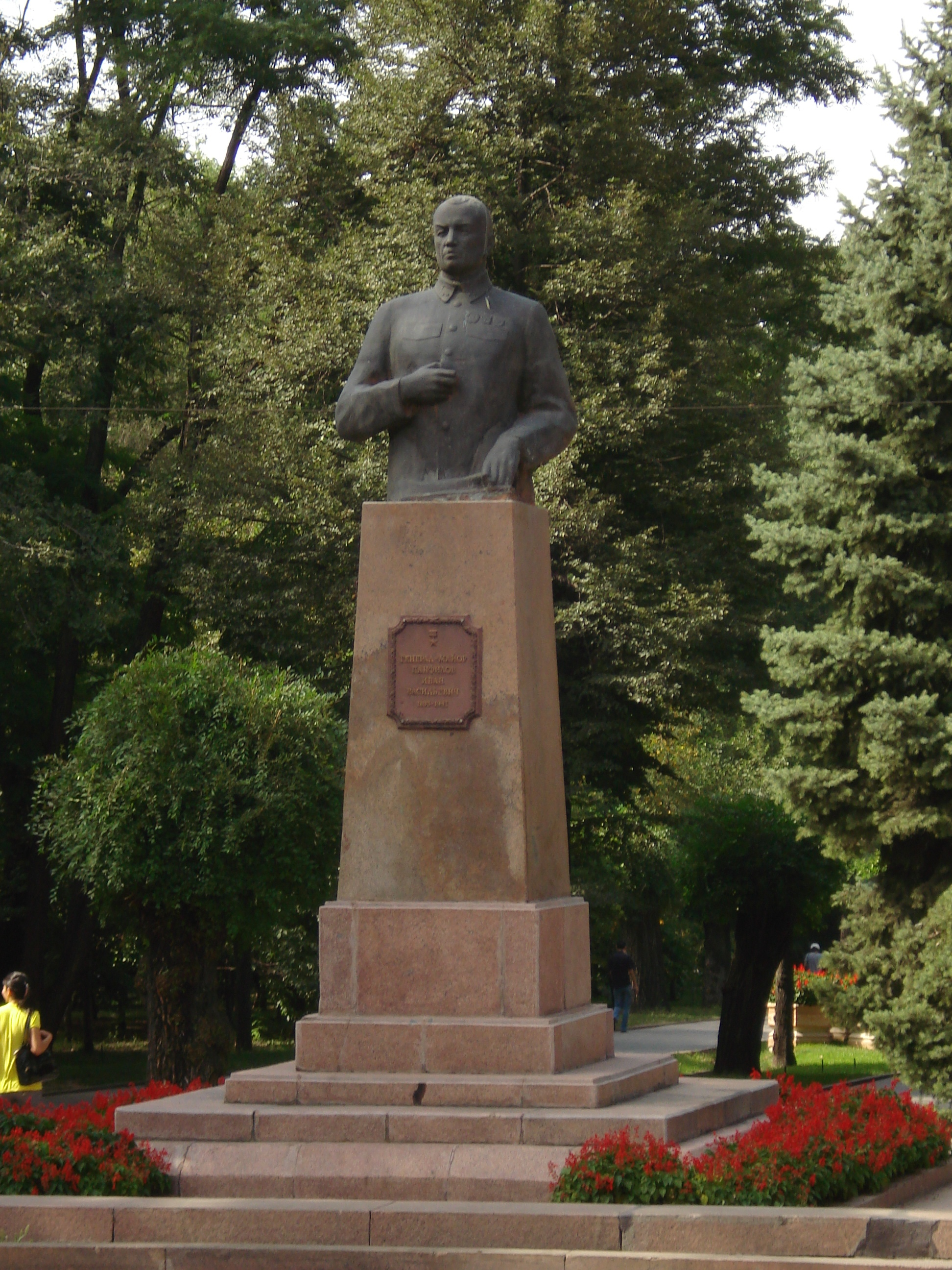
Panfilow-Denkmal in Almaty

- Medaille „20 Jahre Rote Arbeiter- und Bauernarmee“ (1938)
- Leninorden (posthum 1942)

Die kasachische Stadt Scharkent trug zwischen 1941 und 1991 zu seinen Ehren den Namen Panfilow. Der Audan Panfilow in Kasachstan trägt bis heute seinen Namen. Auch das Dorf Staro-Nikolajewka in Kirgisistan wurde nach Panfilow benannt. Der Rajon (Landkreis) Panfilow und dessen Verwaltungssitz Panfilow sind ebenfalls nach Iwan Panfilow benannt. Zudem tragen bis heute zahlreiche Straßen, Plätze und Parks (etwa der Park der 28 Panfilowzy in Almaty und der Park in Bischkek) in den Nachfolgerepubliken der Sowjetunion seinen Namen. Auch wurde die Schützendivision, die er befehligt hatte, nach ihm benannt.
1963 gab die sowjetische Post, 2000 die kirgisische Post eine Sondermarke zu Ehren Panfilows heraus.
Die Ereignisse um Iwan W. Panfilows Zug in der Schlacht um Moskau wurden in dem Roman „General Panfilows Reserve“ von Alexander Bek und in dem 2016 veröffentlichten Film 28 Soldiers – Die Panzerschlacht verarbeitet.